# Jens Engwall
Jens Engwall (i folkbokföringen Engvall), född 4 november 1956 i Eskilstuna Fors församling i Södermanlands län, är en svensk näringslivsperson. Engwall är sedan 2018 verkställande direktör i det börsnoterade bolaget Nyfosa fastigheter och är eller har varit VD eller styrelseledamot i bolag som Hemfosa fastigheter, Ikano, AB Kungsleden och Bonnier fastigheter.

## Utbildning
Engwall är Civilingenjör, (lantmätarlinjen) med examen från KTH i Stockholm.

## Karriär
Jens Engwall började sin karriär på Skanska. Därefter anställdes han som vice vd på BPA Fastigheter. 1993 rekryterades han som VD till pantvårdsbolaget AB Kungsleden som bildats av staten för att hantera fastigheter som övertagits av Nordbanken och Gota bank i kölvattnet efter finanskrisen i Sverige 1990–1994.
Under åren på Kungsleden tog han bolaget till en börsnotering 1997. När han lämnade bolaget 2006 hade fastighetsbeståndet vuxit till 25 miljarder och bolaget hade varit den mest aktiva aktören på den svenska transaktionsmarknaden. Engwall kvarstod som styrelseledamot i bolaget och inträdde även som ledamot i andra bolag som Överskottsbolaget och bolag med fastighetsverksamhet utomlands som Ruric. Vidare drev han bageri och entreprenadverksamhet hemma på gården i Hemfosa söder om Stockholm. 
2009 startade Engwall tillsammans med bland andra tidigare Kungsledenmedarbetare och Kungsledens dåvarande styrelseordförande Bengt Kjell fastighetsbolaget Hemfosa fastigheter. Efter att ha rest kapital från ett antal institutionella investerare som Folksam, If, Ikano och Fjärde AP-fonden byggdes Hemfosa upp till ett bolag med ett fastighetsbestånd värt cirka 18 miljarder. Jens Engwall röstades fram av branschen till mäktigast i fastighetssverige 2011 före näringslivsprofiler som Fredrik Lundberg, Erik Paulsson och Erik Selin. Hemfosas fastighetschef Lars Thagesson rankades som 17:e mäktigast samma år. 
I början av 2014 blev Engwall åter börs-VD efter att Hemfosa börsnoterats. 2018 skeddes en uppdelning av Hemfosa där en tidigare dotterkoncern, Nyfosa Fastigheter, delades ut till Hemfosas aktieägare och börsnoterades. Engwall lämnade då Hemfosa och blev VD för Nyfosa vilket är det trejde börsbolag han verkar som VD i. 

## Familj
Engwall är gift och har sex barn.